# Karakara
Karakara este o comună rurală din departamentul Gaya, regiunea Dosso, Niger, cu o populație de 31.511 locuitori (2001).